# Flashing Lights (album Havana Brown)
Flashing Lights è il primo album in studio della cantante australiana Havana Brown, pubblicato nell'ottobre 2013.

## Tracce
1. Warrior – 3:46
2. We Run the Night (featuring Pitbull) – 3:48
3. Big Banana (featuring R3hab & Prophet) – 3:08
4. Ba*Bing – 3:40
5. Naughty – 3:35
6. Flashing Lights – 4:20
7. Any1 – 3:48
8. Someone to Love – 4:05
9. One More Time (featuring Cave Kings) – 3:27
10. No Tomorrow – 3:29
11. Last Night (Pitbull featuring Havana Brown & Afrojack) – 3:39
12. You'll Be Mine (featuring R3hab)